# 仙女圈
仙女圈是由地下生长的菌丝体导致的生态现象，通常为排列成圆圈生长的菌类，所以又称蘑菇圈。某些地区的人认为是闪电击中地面导致真菌孢子環状分布进而产生这種现象，因此又称雷圈。因为真菌与其他植被的相互作用，仙女圈通常還表现为一块圆形区域内植被生长受到抑制而形成的枯草环，以及边缘生长旺盛而形成的青草环。在真菌不形成子实体的时期，植被的分布成为识别仙女圈的重要标志。与仙女圈有关的神秘现象發現在非洲納米比亞的納米布蘭自然保護區。當地的地面上形成了像麥田圈樣的圖形，但與麥田怪圈不同的是，此處的仙女圈附近的植物是具有生命的活體。這是自麥田圈之後另外一個怪圈不解之謎。